# Mark Davis (attore pornografico)
Mark Davis, pseudonimo di Stephen Scott (Londra, 6 agosto 1965), è un ex attore pornografico e spogliarellista britannico.

## Biografia
Benché nato a Londra e cresciuto nell'Essex, Mark e la sua famiglia si trasferirono in Canada nel 1981. Dopo essersi diplomato, si trasferì a Los Angeles per un servizio su Playgirl. Dal 1984 al 1988, Davis fu assunto come spogliarellista per i Chippendale Dancers. Durante questo periodo, Davis ebbe molti rapporti sessuali con svariate pornostar che al tempo frequentavano i club con spogliarelli maschili, e tutte loro gli consigliarono di buttarsi nel mondo del porno. Nel gennaio 1993 Mark iniziò la sua carriera nei film per adulti.
Non molto tempo dopo il suo debutto, Mark emerse velocemente come uno dei più affidabili e migliori attori porno nell'industria. Grazie al suo bell'aspetto, al distinto accento inglese, e alle grosse dimensioni, Davis si ritrovò a essere uno dei performer più richiesti per lavorare con le più disparate pornostar, come Sylvia Saint, Jenna Jameson, Celeste, Jill Kelly, Ashlyn Gere, Asia Carrera, e Christy Canyon. È diventato uno dei più importanti attori con ruolo di master per il sito Kink insieme a James Deen.

## Vita privata
Nel 1996 conobbe Kobe Tai sul set. Si sposarono nel novembre del 1996, lasciandosi poi nel 1998. La sua attuale moglie è un'altra pornostar, Kitten.

## Riconoscimenti
AVN Awards
- 1996 - Best Group Sex Scene - Video per World Sex Tour 1 con Erica Bella, Stephanie Sartori e Sean Michaels[2]
- 1998 - Best Anal Sex Scene - (Video)  per Butt Banged Naughty Nurses con Careena Collins e Sean Michaels[3]
- 2003 - Hall of Fame[4]
- 2009 - Best Group Sex Scene per Icon con Hilary Scott, Heidi Mayne, Alec Knight, Cheyne Collins e Alex Sanders[5]

XRCO Awards
- 1995 - Best Anal Sex Scene per Butt Banged Bycicle con Kim Chambers, Yvonne e John Stagliano[6]
- 1996 - Best Group Sex Scene per New Wave Hookers 4 con Chasey Lain, Marylin Martin, Misty Rain, Yvonne, Marc Wallice, Nick East, Tony Tedeschi e T.T. Boy

XRCO Award
- 2002 – Best Male – Female Sex Scene per Welcum to Chloeville 3 con Chloe[7]
- 2006 - Hall of Fame[8]

## Filmografia

### Attore
- Candy Snacker (1993)
- Carnal College 2 (1993)
- Coven (1993)
- Coven 2 (1993)
- Frat Girls Of Double Double D (1993)
- Gangbang Girl 10 (1993)
- Gangbang Girl 11 (1993)
- Gangbang Girl 9 (1993)
- Gone Wild (1993)
- Good The Bad And The Snuggly (1993)
- Guttman's Paris Vacation (1993)
- Hard Core Copy (1993)
- Heavenly Hooters (1993)
- Intimate Journey (1993)
- Kelly 18 1 (1993)
- Kiss Before Dying (1993)
- Mask (1993)
- Much More Than A Mouthful 3 (1993)
- Naked Reunion (1993)
- Offertes à tout 3 (1993)
- Park Ranger (1993)
- Rehearsal (1993)
- Rug Burn (1993)
- Scent Of A Girl (1993)
- Sensual Exposure (1993)
- Serpent's Dream (1993)
- Sodomania 3 (1993)
- Star Struck (1993)
- Steal This Heart (1993)
- Steal This Heart 2 (1993)
- Steele Butt (1993)
- Three Wives (1993)
- Tit For Tat (1993)
- Up and Cummers 3 (1993)
- Virtual Sex (1993)
- Washington DP (1993)
- Worst Porno Ever Made With The Best Sex (1993)
- Bad Habits (1994)
- Bloopers (1994)
- Body English (1994)
- Fighette in bicicletta (Butt Banged Bicycle Babes, 1994)
- Butt Watch 3 (1994)
- Butt Watch 4 (1994)
- Close to the Edge (1994)
- Dinner Party 1 (1994)
- Elements of Desire (1994)
- Fantasy Chamber (1994)
- Freaks Of Leather 2 (1994)
- Gangbang Girl 13 (1994)
- Gangbang Girl 14 (1994)
- Jiggly Queens 2 (1994)
- Legend 5 (1994)
- Lil' Ms. Behaved (1994)
- Nasty Nymphos 2 (1994)
- Nasty Nymphos 3 (1994)
- Nasty Nymphos 4 (1994)
- Nasty Nymphos 5 (1994)
- Nasty Nymphos 6 (1994)
- New Wave Hookers 4 (1994)
- Nurse Tails (1994)
- Passion (1994)
- Pretending (1994)
- Pretty Girl (1994)
- Rainwoman 7 (1994)
- Rainwoman 8 (1994)
- Seymore and Shane Mount Tiffany (1994)
- Seymore and Shane on the Loose (1994)
- Seymore Butts Goes Nuts (1994)
- Sleaze Pleaze August Edition (1994)
- Sleaze Pleaze October Edition (1994)
- Sodomania 9 (1994)
- Sodomania: Baddest of the Best (1994)
- Supermodel 2 (1994)
- Theory of Relativity (1994)
- Up And Cummers 7 (1994)
- Yankee Rose (1994)
- American Pie (1995)
- Anal Palace (1995)
- Angel Eyes (1995)
- Ashlyn Rising (1995)
- Bedlam (1995)
- Beyond Reality 1: Mischief in the Making (1995)
- Big Tit Racket (1995)
- Boiling Point (1995)
- Booby Prize (1995)
- Borderline (1995)
- Butt Banged Cycle Sluts (1995)
- Butt Sisters Do Denver (1995)
- Checkmate (1995)
- Clinica del sesso (1995)
- Cover To Cover (1995)
- Deep Inside Debi Diamond (1995)
- Der Champion (1995)
- Devil in Miss Jones 5 (1995)
- Dirty Stories 1 (1995)
- Erotic Obsession (1995)
- Euro-max 3 (1995)
- Foreskin Gump (1995)
- Fous de Linda (1995)
- Full Moon Madness (1995)
- Full Service Fuck Whores (1995)
- Cover To Cover (1995)
- Deep Inside Debi Diamond (1995)
- Der Champion (1995)
- Devil in Miss Jones 5 (1995)
- Dirty Stories 1 (1995)
- Erotic Obsession (1995)
- Euro-max 3 (1995)
- Foreskin Gump (1995)
- Fous de Linda (1995)
- Full Moon Madness (1995)
- Full Service Fuck Whores (1995)
- Gangbang Girl 15 (1995)
- Gangbang Girl 16 (1995)
- Go-Go Girls (1995)
- Hard Copies (1995)
- I Love Lesbians 1 (1995)
- Intense Perversions 1 (1995)
- Juliet And Romeo (1995)
- Love Bytes (1995)
- Mutual Consent (1995)
- Naked Fugitive (1995)
- Nasty Nymphos 10 (1995)
- Nasty Nymphos 11 (1995)
- Nasty Nymphos 7 (1995)
- Nasty Nymphos 8 (1995)
- Nasty Nymphos 9 (1995)
- PASSenger 69 (1995)
- PASSenger 69 2 (1995)
- Passion in Venice (1995)
- Player (1995)
- Raw Sex 1 (1995)
- Robin Hood (1995)
- Sex And Money (1995)
- Sex Therapy Ward (1995)
- Shower Power (1995)
- Skin Hunger (1995)
- Snatch Motors (1995)
- Sodomania 15 (1995)
- Sodomania and Then Some: A Compendium (1995)
- Stacked Deck (1995)
- Star Crossed (1995)
- Stiletto (1995)
- Takin' It To The Limit 5 (1995)
- Takin' It To The Limit 6 (1995)
- Temptation (1995)
- Tempted (1995)
- Trouble Maker (1995)
- Voyeur 4 (1995)
- Weird Sex (1995)
- Wicked One (1995)
- Wildcats (1995)
- World Sex Tour 1 (1995)
- World Sex Tour 2 (1995)
- World Sex Tour 3 (1995)
- Adam And Eve's House Party 1 (1996)
- Adult Video News Awards 1996 (1996)
- Al Terego's Double Anal Alternatives (1996)
- Anal Cravings 2 (1996)
- Anal Fever (1996)
- Anal Island 1 (1996)
- Anal Island 2 (1996)
- Anal Lovebud (1996)
- Asses Galore 2: No Remorse No Repent (1996)
- Asses Galore 3: Pure Evil (1996)
- Asses Galore 4: Extreme Noise Terror (1996)
- Asses Galore 5: T.T. vs. The World (1996)
- Barby's on Butt Row (1996)
- Black and Booty-full (1996)
- Busty Backdoor Nurses (1996)
- Butt Motors (1996)
- Butt Row Unplugged (1996)
- Buttman's European Vacation 3 (1996)
- Buttman's Orgies (1996)
- Cheap Shot (1996)
- Checkmate (1996)
- Clock Strikes Bizarre on Butt Row (1996)
- Conquest (1996)
- Cum Sucking Whore Named Francesca (1996)
- Cumback Pussy 1 (1996)
- Cumback Pussy 4 (1996)
- Cumback Pussy 5 (1996)
- Cyberanal (1996)
- Dangerous (1996)
- Deadly Sin (1996)
- Deep Focus (1996)
- Deep Inside Brittany O'Connell (1996)
- Deep Inside Juli Ashton (1996)
- Deep Inside Sindee Coxx (1996)
- Deep Seven (1996)
- Delinquents on Butt Row (1996)
- Dirty Stories 4 (1996)
- Dirty Stories 5 (1996)
- Fever Of Laure (1996)
- Filth: End of Innocence (1996)
- Gang Bang Butthole Surfing (1996)
- Gang Bang Dollies (1996)
- Gang Bang Fury 2 (1996)
- Gangbang Girl 17 (1996)
- Gangbang Girl 18 (1996)
- Gangland Bangers (1996)
- Gold Diggers (1996)
- Hard Evidence (1996)
- Hard Feelings (1996)
- Heetseekers (1996)
- Hornet's Nest (1996)
- House On Paradise Beach (1996)
- Hungry Heart (1996)
- Hypnotic Hookers 1 (1996)
- In Cold Sweat (1996)
- Intense Perversions 3 (1996)
- Introducing Alexis (1996)
- Joey Silvera's Fashion Sluts 8 (1996)
- Julia Ann Superstar (1996)
- Last Act (1996)
- Lethal Affairs (1996)
- Lip Service (1996)
- My Desire (1996)
- My Surrender (1996)
- Naked Scandal 2 (1996)
- Nasty Nymphos 12 (1996)
- Nasty Nymphos 13 (1996)
- Nasty Nymphos 14 (1996)
- Nasty Nymphos 15 (1996)
- Nightshift Nurses 2 (1996)
- Once In A Lifetime (1996)
- Oral Addiction (1996)
- Philmore Butts All American Butt Search (1996)
- Philmore Butts Meets the Palm Beach Nymphomaniac Kathy Willets (1996)
- Philmore Butts on the Prowl (1996)
- Pickup Lines 7 (1996)
- Playtime (1996)
- Portrait of Dorie Grey (1996)
- Pure (1996)
- Puritan Magazine 1 (1996)
- Route 69 (1996)
- Samantha And Co (1996)
- Sensations (1996)
- Sex for Hire 1 (1996)
- Sex Hungry Butthole Sluts (1996)
- Sex Raiders (1996)
- Sex Secrets of a Mistress (1996)
- Shane's World 1 (1996)
- Shane's World 2: Cabin Fever (1996)
- Shane's World 4: Wet and Wild 1 (1996)
- Shane's World 5: Wet and Wild 2 (1996)
- Sinboy 2 (1996)
- Slippin In Through The Outdoor (1996)
- Smells Like... Sex (1996)
- Sodomania 16 (1996)
- Sorority Sex Kittens 3 (1996)
- Stories Of Seduction (1996)
- Strong Sensations (1996)
- Sunset and Devine: The British Experience (1996)
- Sunset in Paradise (1996)
- Sunset's Anal and DP Gangbang (1996)
- Tainted Love (1996)
- Takin' It To The Limit 7 (1996)
- Takin' It To The Limit 8 (1996)
- Takin' It To The Limit 9 (1996)
- Thin Ice (1996)
- Toy Box (1996)
- Triple X 9 (1996)
- Unleashed 1 (1996)
- Up Your Ass 2 (1996)
- Venom 6 (1996)
- Voyeur 6 (1996)
- Whoren (1996)
- World Sex Tour 4 (1996)
- World Sex Tour 5 (1996)
- World Sex Tour 6 (1996)
- World Sex Tour 7 (1996)
- World Sex Tour 8 (1996)
- All About Eva (1997)
- Anal Domain (1997)
- Ancient Asian Sex Secrets (1997)
- Appassionata (1997)
- Assgasms 1 (1997)
- Bad Girls 7: Lust Confined (1997)
- Behind the Sphinc Door (1997)
- Beyond Reality 4: Anal Potion (1997)
- Big Boobs in Buttsville (1997)
- Blow Dry (1997)
- Blowjob Adventures of Dr. Fellatio 2 (1997)
- Booty Duty 1 (1997)
- Born Bad (1997)
- Brooke Exposed (1997)
- Butt Banged Naughty Nurses (1997)
- Butt Row Swallowed (1997)
- Caribbean Sunset (1997)
- Club Hades (1997)
- Contract (1997)
- Corporate Assets 2 (1997)
- Crossing The Color Line (1997)
- Cum One Cum All 1 (1997)
- Cum Sucking Whore Named Vanessa Chase (1997)
- Cumback Pussy 6 (1997)
- Cumback Pussy 8 (1997)
- Daily Nudes (1997)
- Decadence (1997)
- Deep in Angel's Ass (1997)
- Deep Inside Jill Kelly (1997)
- Deep Inside Shayla LaVeaux (1997)
- Deep Throat The Quest 2: Jail Break / Pussy Auction (1997)
- Dirty Bob's Xcellent Adventures 29 (1997)
- Dreamers (1997)
- Encino Housewife Hookers (1997)
- End (1997)
- Fetish (1997)
- First Time Ever 3 (1997)
- Gang Bang Angels (1997)
- Gangbang Girl 19 (1997)
- Gangbang Girl 20 (1997)
- Gangbang Girl 21 (1997)
- Gangbang Girl 22 (1997)
- Garden Party (1997)
- Gift (1997)
- Gold Diggers 2 (1997)
- Heart and Soul (1997)
- Hot Bods And Tail Pipe 1 (1997)
- Hot Bods And Tail Pipe 2 (1997)
- House of Humiliation (1997)
- Inner City Black Cheerleader Search 9 (1997)
- Jenna's Revenge (1997)
- Jenteal Loves Rocco (1997)
- Jenteal: Extreme Close Up 2 (1997)
- KSEX 106.9 2 (1997)
- L.A. Lust (1997)
- LA Meat (1997)
- Lady Luck (1997)
- Lotus (1997)
- Mayfair Madam (1997)
- Mission Erotica (1997)
- Nasty Nymphos 16 (1997)
- Nasty Nymphos 17 (1997)
- Nasty Nymphos 18 (1997)
- Nasty Nymphos 19 (1997)
- Nasty Nymphos 20 (1997)
- New Wave Hookers 5 (1997)
- Night Class (1997)
- Nikki Tyler, PI (1997)
- Not the Lovin' Kind (1997)
- Paradise (1997)
- Perversions (1997)
- Pickup Lines 19 (1997)
- Pickup Lines 21 (1997)
- Playback 1 (1997)
- Priceless (1997)
- Psychosexx 2 (1997)
- Pussyman's Escape From L.A. (1997)
- S.M.U.T. 1 (1997)
- Satyr (1997)
- Seymore Butts Meets the Tushy Girls (1997)
- Shane's World 8: Bachelorette Bash (1997)
- Sins of the Flesh (1997)
- Sodomania: Slop Shots 1 (1997)
- South Beach Beauties (1997)
- Spring Break Beauties (1997)
- Stardust 9 (1997)
- Surrender (1997)
- Taboo 17 (1997)
- Tails of Perversity 1 (1997)
- Takin' It To The Limit 10 (1997)
- Takin' It To The Limit: Bruce And Bionca's Favorite Scenes (1997)
- Timeless (1997)
- Trapped (1997)
- Trashy (II) (1997)
- Triple X 25 (1997)
- Up And Cummers 43 (1997)
- Video Adventures of Peeping Tom 8 (1997)
- Wet Dreams 1 (1997)
- White Men Can't Iron on Butt Row (1997)
- Wicked Weapon (1997)
- World Sex Tour 10 (1997)
- World Sex Tour 11 (1997)
- World Sex Tour 12 (1997)
- World Sex Tour 13 (1997)
- World Sex Tour 9 (1997)
- 69 Hours (1998)
- Action Sports Sex 3 (1998)
- Afterglow (1998)
- Airtight 1 (1998)
- Airtight 2 (1998)
- Airtight 3 (1998)
- Amazing Sex Talk 1 (1998)
- Amazing Sex Talk 3 (1998)
- American Anal Association (1998)
- Backseat Driver 1 (1998)
- Backseat Driver 4 (1998)
- Backseat Driver 5 (1998)
- Backseat Driver 6 (1998)
- Backseat Driver 7 (1998)
- Backseat Driver 8 (1998)
- Bad Sister (1998)
- Bawdy And Soul (1998)
- Beachside Bitches (1998)
- Best of Shane 1 (1998)
- Big Tit Betrayal (1998)
- Blindfolded Enigmatic Intimacy (1998)
- Blowjob Fantasies 4 (1998)
- Bodyslammin' 2: Shake And Tumble (1998)
- Boobcage 2 (1998)
- Booty Duty 2 (1998)
- Booty Duty 4 (1998)
- Booty Duty 6 (1998)
- Bunghole Harlots 1: Opening Day Gape (1998)
- Bunghole Harlots 2 (1998)
- Bunghole Harlots 3 (1998)
- Butt Row Big Ass Greek Machine (1998)
- Butt Row Outcasts (1998)
- Confessions of Hollywood Housewives (1998)
- Couples 1 (1998)
- Cum Sucking Whore Named Sabrina Johnson (1998)
- Cumback Pussy 11 (1998)
- Cumback Pussy 12 (1998)
- Dangerous Rapture (1998)
- Daydreamer (1998)
- Deep Throat The Quest 4: School's Out (1998)
- Dinner Party At Six (1998)
- Dirty Deeds (1998)
- Dreamers 2: Awakening (1998)
- Exile (1998)
- Extreme Filth (1998)
- Fade to Blue (1998)
- Fantasy Lane (1998)
- Farrah Going Down (1998)
- Fever (1998)
- Filthy Attitudes 2 (1998)
- Filthy Attitudes 3 (1998)
- Finally Legal 1 (1998)
- Finally Legal 2 (1998)
- Flesh Peddlers 1 (1998)
- Flesh Peddlers 2 (1998)
- Flesh Peddlers 3 (1998)
- Flesh Peddlers 4 (1998)
- Free Lovin' (1998)
- Fresh Flesh 1 (1998)
- Fresh Meat 5 (1998)
- Fuck My Ass Please (1998)
- Fuck You Ass Whores 1 (1998)
- Fuck You Ass Whores 4 (1998)
- Fuck You Ass Whores 5 (1998)
- Fuck You Ass Whores 6 (1998)
- Gangbang Auditions 1 (1998)
- Gangbang Girl 23 (1998)
- Gangbang Girl 24 (1998)
- Global Pink (1998)
- Hanky Panky (1998)
- Hard To Hold (1998)
- Hot Bods And Tail Pipe 3 (1998)
- Hustler's Pool Party (1998)
- Hustler's Pool Party Crashers (1998)
- In the Mouth of Babes (1998)
- Innocence Lost (1998)
- Joey Silvera's Favorite Big Ass Asian All-stars (1998)
- Kobe's Tie (1998)
- LA Fashion Girls (1998)
- Layered (1998)
- Lecher 1 (1998)
- Lecher 2: Looking for Strays (1998)
- Lewd Conduct 1 (1998)
- Lewd Conduct 2 (1998)
- Lewd Conduct 3 (1998)
- Lie (1998)
- Lingerie Party (1998)
- Marilee (1998)
- Merry Fucking Christmas (1998)
- Misty Cam's Houseboat (1998)
- Moral Degeneration (1998)
- More Precious Than Gold (1998)
- Nasty Nymphos 21 (1998)
- Nasty Nymphos 22 (1998)
- Nasty Nymphos 23 (1998)
- Nude World Order (1998)
- One Size Fits All (1998)
- Open Wide (1998)
- Pickup Lines 24 (1998)
- Pickup Lines 29 (1998)
- Pickup Lines 35 (1998)
- Planet of the Gapes (1998)
- Playback 2: Fast Forward (1998)
- Porno Confidential (1998)
- Porno Confidential 2 (1998)
- Prime Time Pussy 1: Pleasure Perverts (1998)
- Private Triple X Files 8: Dungeon (1998)
- Puritan Magazine 19 (1998)
- Recipe For Sex (1998)
- Risky Biz (1998)
- S.M.U.T. 7 (1998)
- S.M.U.T. 8: Jerk Off For Me Baby (1998)
- Scenes From A Bar (1998)
- Search For The Snow Leopard (1998)
- Second Coming (1998)
- Sex Lies and the President (1998)
- Sex Offenders 1 (1998)
- Sex Offenders 2 (1998)
- Sex Offenders 3 (1998)
- SexHibition 7 (1998)
- Sexy Nurses 3 (1998)
- Sexy Thoughts (1998)
- Shades of Sex 1 (1998)
- Shades of Sex 3 (1998)
- Shades of Sex 4 (1998)
- Shane Superstar (1998)
- Size Matters 2 (1998)
- Size Matters 3 (1998)
- Slut Woman 1 (1998)
- Sodomania 23 (1998)
- Sodomania 27 (1998)
- Sodomania Smokin' Sextions 2 (1998)
- Stardust 12 (1998)
- Suite Seduction (1998)
- Sweet Life 1 (1998)
- Taboo 18 (1998)
- Taboo 19 (1998)
- Tails of Perversity 6 (1998)
- Tangled Web (1998)
- Think Sphinc (1998)
- Thrust (1998)
- Twins 1 (1998)
- Undercover Desires (1998)
- Up And Cummers 50 (1998)
- Up Your Ass 8 (1998)
- Wet Dreams 3 (1998)
- Wet Spots 2 (1998)
- Wet Spots 3: Hard Fucking (1998)
- Wet Spots 4: Kalifornia Pussy (1998)
- Wet Spots 5 (1998)
- Whack Attack 1 (1998)
- White Angel (1998)
- Wicked Sex Party 1 (1998)
- World Sex Tour 14 (1998)
- World Sex Tour 15 (1998)
- World Sex Tour 17 (1998)
- XXX World (1998)
- Airtight 4 (1999)
- Airtight 5 (1999)
- Airtight 6 (1999)
- Aroused (1999)
- Ass Wide Open (1999)
- Asswoman The Rebirth (1999)
- Backdoor Passes 4 (1999)
- Backdoor Passes 5 (1999)
- Backseat Driver 10 (1999)
- Backseat Driver 11 (1999)
- Backseat Driver 9 (1999)
- Barely Legal 3 (1999)
- Behind the Scenes 1 (1999)
- Black Bad Girls 3 (1999)
- Butt Banged Hitchhiking Whores (1999)
- Complete Kobe (1999)
- Cum Sucking Whore Named Missy (1999)
- Cumback Pussy 17 (1999)
- Cumback Pussy 18 (1999)
- Cumback Pussy 21 (1999)
- Cumback Pussy 23 (1999)
- Deep Inside Anna Malle (1999)
- Deep Inside Farrah 1 (1999)
- Deep Inside Helen Duval (1999)
- Deep Inside Kylie Ireland (1999)
- Dirty Little Sex Brats 3 (1999)
- Dirty Little Sex Brats 4 (1999)
- Dirty Little Sex Brats 7 (1999)
- Dirty Little Sex Brats 9 (1999)
- Down in the Bush 2 (1999)
- Escorts (1999)
- Eye Candy Refocused (1999)
- Filters (1999)
- Fire And Ice (1999)
- Flesh Peddlers 5 (1999)
- Flesh Peddlers 6 (1999)
- Freshman Fantasies 19 (1999)
- Freshman Fantasies 20 (1999)
- Fuck 'em All (1999)
- Fuck 'em All 2 (1999)
- Fuck You Ass Whores 7 (1999)
- Gangbang Auditions 3 (1999)
- Gangbang Auditions 4 (1999)
- Gangbang Girl 25 (1999)
- Glass Cage (1999)
- High From Europe (1999)
- Hot Bods And Tail Pipe 10 (1999)
- Hot Bods And Tail Pipe 11 (1999)
- Hot Bods And Tail Pipe 12 (1999)
- Hot Bods and Tail Pipe 13 (1999)
- Hot Bods And Tail Pipe 9 (1999)
- Hot House Tales (1999)
- Initiations 1 (1999)
- Intimate Expressions (1999)
- Just Fuckin' And Suckin' 2 (1999)
- Kitty (1999)
- Knocking at Heaven's Backdoor (1999)
- Millennium (1999)
- Miss Jackie's Full Service Salon (1999)
- Misty Cam's Starlet Express (1999)
- My Girlfriend Silvia Saint (1999)
- Nasty Nymphos 24 (1999)
- Nasty Nymphos 25 (1999)
- Nasty Nymphos 26 (1999)
- Nasty Nymphos 27 (1999)
- Naughty College School Girls 4 (1999)
- No Limits (1999)
- Nothing to Hide 3 (1999)
- Nothing To Hide 4 (1999)
- Nymphomercials (1999)
- Of Time And Passion (1999)
- Only the A-Hole 12 (1999)
- Only the A-Hole 8 (1999)
- Only the A-Hole 9 (1999)
- Perfect Pink 1: Soaking Wet (1999)
- Perfect Pink 2: Purrfection (1999)
- Perfect Pink 3: Perfect Pink in Paris (1999)
- Perfect Smiles (1999)
- Pickup Lines 36 (1999)
- Pickup Lines 38 (1999)
- Pickup Lines 40 (1999)
- Pickup Lines 41 (1999)
- Pickup Lines 44 (1999)
- Pickup Lines 45 (1999)
- Pink (1999)
- Pussyman's Return of the Campus Sluts (1999)
- Raw Ass 3 (1999)
- Rocks That Ass 4 (1999)
- Scent Of Passion (1999)
- Secret Agent 69 (1999)
- Sensually Haunted (1999)
- Sexed To Death (1999)
- Sexual Adventures of Melanie Stone 1 (1999)
- Sexual Adventures of Melanie Stone 2 (1999)
- Signature Of Sex (1999)
- Sinister Sisters (1999)
- Sodomania 28 (1999)
- Sodomania: Director's Cut Classics 2 (1999)
- Solveig's Way 2 (1999)
- Son Doobie The Love Doctor (1999)
- Star Hunter (1999)
- Stop My Ass Is On Fire 1 (1999)
- Stop My Ass Is On Fire 2 (1999)
- Stop My Ass Is On Fire 3 (1999)
- Street Meat 1 (1999)
- Street Meat 2 (1999)
- Street Meat 3 (1999)
- Submissive Little Sluts 1 (1999)
- Sweet Life 2 (1999)
- Tales From The Pink (1999)
- Taylor Hayes Anal All-Star (1999)
- Things Change 3 (1999)
- Things Change 4 (1999)
- Tiffany Mynx: Rest In Peace (1999)
- Tight Squeeze (1999)
- Titman's Pool Party 1 (1999)
- Titman's Pool Party 2 (1999)
- Trash Talking Coeds (1999)
- Trial By Copulation (1999)
- Turquoise Blue (1999)
- Tushy Con Carne 1 (1999)
- Tushy Con Carne 2 (1999)
- Ultimate Squirting Machine 3 (1999)
- Viagra Falls (1999)
- Video Adventures of Peeping Tom 21 (1999)
- Virtual Vivid Women at Work (1999)
- Voluptuous 1 (1999)
- Voyeur's Favorite Blowjobs And Anals 3 (1999)
- Watcher 1 (1999)
- Wet Dreams 5 (1999)
- Wet Spots 8: Can't Wait (1999)
- Whack Attack 6 (1999)
- World Sex Tour 18 (1999)
- World Sex Tour 19 (1999)
- World Sex Tour 20 (1999)
- World Sex Tour 21 (1999)
- X-treme Farrah 2 (1999)
- Young Dumb and Full of Cum 3 (1999)
- Action Sports Sex 10 (2000)
- Addiction (2000)
- American Nymphette 1 (2000)
- Art Of Seduction (2000)
- Ass Angels 1 (2000)
- Ass Good As It Gets (2000)
- Ass Kissers 3 (2000)
- Backdoor to Buttsville 2 (2000)
- Backseat Driver 12 (2000)
- Backseat Driver 14 (2000)
- Behind the Scenes 5 (2000)
- Behind the Scenes 7 (2000)
- Behind the Scenes: Sex Island (2000)
- Best of Perfect Pink 1 (2000)
- Best of the Vivid Girls 30 (2000)
- Big Tit Paradise 1 (2000)
- Big Tops 2 (2000)
- Big Tops 3 (2000)
- Black Bad Girls 5 (2000)
- Blow Me (2000)
- Boobsville.com (2000)
- Booty Duty 9 (2000)
- Bottom Feeders 2 (2000)
- Bring 'um Young 1 (2000)
- Bring 'um Young 3 (2000)
- Bunghole Harlots 5 (2000)
- Bunny Luv AKA Filthy Whore (2000)
- Buttwoman 2000 (2000)
- Buttwoman vs. Buttwoman (2000)
- Captive (2000)
- Caribbean Undercover (2000)
- Chica Boom 3 (2000)
- Cold Feet (2000)
- Collector (2000)
- Coming of Age 1 (2000)
- Coming of Age 2 (2000)
- Commercial World (2000)
- Couch Tails (2000)
- Cum And Chaos (2000)
- Cum Shots 2 (2000)
- Cum Sucking Whore Named Adriana Sage (2000)
- Cum Sucking Whore Named Tricia Deveraux (2000)
- Cumback Pussy 27 (2000)
- Cumback Pussy 29 (2000)
- Cumback Pussy 30 (2000)
- Cumback Pussy 31 (2000)
- Cumback Pussy 37 (2000)
- Cumback Pussy 39 (2000)
- Daily Grind (2000)
- Dark Side (2000)
- Deep Cheeks 6 (2000)
- Deep Inside Stacy Valentine (2000)
- Devil in Disguise (2000)
- Devoured (2000)
- Diary of Desire (2000)
- Dirty Little Secrets 1 (2000)
- Dirty Little Secrets 2 (2000)
- Dirty Little Secrets 3: Zakk's Wet and Wylde Weekend (2000)
- DNA 1: Deep 'n Ass (2000)
- Erotica (2000)
- Eve's Gift (2000)
- Exposure (2000)
- FarmersDaughters.com (2000)
- Flesh Peddlers 8 (2000)
- Fresh Meat 11 (2000)
- Gang Bang Angels 11 (2000)
- Gangbang Auditions 5 (2000)
- Gangbang Girl 27 (2000)
- Gapes of Wrath (2000)
- Gen Sex (2000)
- Ghost TV: The Elmer Channel (2000)
- Goddess (2000)
- Good Time Charlee (2000)
- Harem Hooters (2000)
- Hart Attack (2000)
- Hot Bods And Tail Pipe 14 (2000)
- Hot Bods And Tail Pipe 16 (2000)
- Hot Bods And Tail Pipe 17 (2000)
- Initiations 2 (2000)
- Initiations 3 (2000)
- Initiations 5 (2000)
- Inside Sex 1 (2000)
- Inside Sex 2 (2000)
- Interview With Raylene (2000)
- Jungle (2000)
- Les Vampyres 2 (2000)
- Lewd Conduct 7 (2000)
- Lewd Conduct 9 (2000)
- Lipstick (2000)
- Looking for Love (2000)
- Lust In Paradise 1 (2000)
- M: Caught in the Act (2000)
- Making Ends Meet (2000)
- Mi Vida (2000)
- Michael Zen's Perversions 2 (2000)
- Mirage (2000)
- Miscreants Too (2000)
- More Than A Handful 8 (2000)
- Nasty Nymphos 28 (2000)
- Nasty Nymphos 29 (2000)
- Nice Rack 4 (2000)
- Nice Rack 6 (2000)
- Nymph Fever 3 (2000)
- On the Prowl 1 (2000)
- Only the Best: Staci Valentine (2000)
- Oral Adventures of Craven Moorehead 1 (2000)
- Outcall Confessions 1 (2000)
- Passion Tales 1 (2000)
- Payback (2000)
- Perfectly Flawless (2000)
- Planet of the Gapes 3 (2000)
- Players Academy (2000)
- Playing Cupid (2000)
- Please 10: Angels and Whores (2000)
- Please 7: Start Fucking! (2000)
- Primal Urge (2000)
- Puppeteer (2000)
- Rocks That Ass 10: For Your Ass Only (2000)
- Rocks That Ass 13: Freak That Ass (2000)
- Rocks That Ass 15: Special Ass-ignment (2000)
- Rookie Cookies 6 (2000)
- San Fernando Jones and the Temple of Poon (2000)
- Sensual Confessions (2000)
- Service Animals 1 (2000)
- Sex Island (2000)
- Sex Spell (2000)
- Sexorcist (2000)
- Sextasy (2000)
- Shades of Sex 1 (2000)
- Shrink Wrapped (2000)
- Signature Series 1: Asia Carrera (2000)
- Signature Series 2: Johnni Black (2000)
- Six Degrees Of Seduction (2000)
- Six Degrees Of Seduction 2 (2000)
- Six Degrees Of Seduction 3 (2000)
- Sluts of the Nyle 2: Celebrity Sluts (2000)
- Snob Hill (2000)
- Sodomania 32 (2000)
- Sodomania: Slop Shots 8 (2000)
- Stop My Ass Is On Fire 4 (2000)
- Stop My Ass Is On Fire 5 (2000)
- Stupid Cupid (2000)
- Submissive Little Sluts 2 (2000)
- Taboo Of Tarot (2000)
- Third Kiss (2000)
- Tinseltown (2000)
- Tonight (2000)
- Torrid Zone (2000)
- Trailer Trash Nurses 1 (2000)
- Troubled Love (2000)
- Tushy Girl Video Magazine 1 (2000)
- Ultimate Squirting Machine 4 (2000)
- Ultimate Squirting Machine 5 (2000)
- Underworld (2000)
- United Colors Of Ass 6 (2000)
- Un-natural Sex 1 (2000)
- Video Adventures of Peeping Tom 27 (2000)
- Voodoo Lounge (2000)
- Voyeur 16 (2000)
- Voyeur 17 (2000)
- Wages of Sin (2000)
- Watcher 11 (2000)
- Watcher 12 (2000)
- Watcher 8 (2000)
- Watcher 9 (2000)
- Welcome to Chloeville (2000)
- Welcum to Chloeville 3 (2000)
- Welcum to Chloeville 4 (2000)
- Who Loves You Baby (2000)
- Wild Thing (2000)
- Workin' Overtime (2000)
- Working Girl (2000)
- World Sex Tour 22 (2000)
- World Sex Tour 23 (2000)
- Young and Tight 1 (2000)
- Zoom (2000)
- 100% Jill (2001)
- 2 on 1 10 (2001)
- A Holes 4 (2001)
- Adult Movie 1 (2001)
- After Midnight (2001)
- American Nymphette 3 (2001)
- Anal Addicts 4 (2001)
- Anal Angels 2: In High Heels (2001)
- Angels (2001)
- Asian Mania 2 (2001)
- Ass Angels 2 (2001)
- Asses Galore 16 (2001)
- Bacchanal (2001)
- Backseat Confidential (2001)
- Balls Deep 1 (2001)
- Behind the Scenes 12 (2001)
- Big Tit Challenge: Lisa Lipps vs. Wendy Whoppers (2001)
- Bionca Goes To Prague (2001)
- Black Bad Girls 9 (2001)
- Blow Hard (2001)
- Booty Duty 10 (2001)
- Breakin' 'Em In 1 (2001)
- Briana Banks AKA Filthy Whore 1 (2001)
- Bridgette Kerkove AKA Filthy Whore (2001)
- Bring 'um Young 4 (2001)
- Bring 'um Young 6 (2001)
- Captain Mongo's Porno Playhouse (2001)
- Center of Sex (2001)
- Chica Boom 10 (2001)
- Chica Boom 9 (2001)
- City Lust (2001)
- Cream of the Crop (2001)
- Cum Drippers 1 (2001)
- Cum Swapping Sluts 1 (2001)
- Cumback Pussy 41 (2001)
- Cumback Pussy 42 (2001)
- Cumback Pussy 43 (2001)
- Cumback Pussy 45 (2001)
- Cumback Pussy 46 (2001)
- Cumback Pussy 47 (2001)
- Dayton: Extreme Close Up (2001)
- Design for Desire (2001)
- Dessous de Clara Morgane (2001)
- Devil Girl 1 (2001)
- Devon: The Lost Footage (2001)
- Divine Ms. Zee (2001)
- Double Penetration Virgins 9: DP Intruders (2001)
- Dreams (2001)
- Erotic Stories (2001)
- Euphoria (2001)
- Exposed (2001)
- Extreme Teen 21 (2001)
- Farmer's Daughters do Vegas (2001)
- Fast Times at Deep Crack High 2 (2001)
- Filthy Little Whores 1 (2001)
- Flesh Peddlers 10 (2001)
- Flesh Peddlers 9 (2001)
- Gallery of Sin 3 (2001)
- Game (2001)
- Gangbang Auditions 6 (2001)
- Gangbang Girl 28 (2001)
- Gangbang Girl 29 (2001)
- Gangland White Boy Stomp 7 (2001)
- Gangland White Boy Stomp 8 (2001)
- Great Gape Escape (2001)
- Gwen Summers AKA Filthy Whore (2001)
- Heels and Hose (2001)
- Hot Bods And Tail Pipe 18 (2001)
- Houston's Big Boob Brigade (2001)
- Icon (2001)
- Impact (2001)
- In Your Face (2001)
- Infidelity (2001)
- Inner City Black Cheerleader Search 45 (2001)
- Internally Yours 1 (2001)
- Internally Yours 2 (2001)
- Internet Tushy (2001)
- Invisible (2001)
- Kiki Daire AKA Filthy Whore (2001)
- Lewd Conduct 10 (2001)
- Lewd Conduct 11 (2001)
- Liquid Blue 1: Surf City (2001)
- Liquid Blue 2: And the Winner Is (2001)
- Love Machine (2001)
- Love Shack (2001)
- Match Maker (2001)
- More Than A Handful 10 (2001)
- More Than A Handful 9 (2001)
- Mrs. Right (2001)
- Naked Hollywood 3: Wired Love In The Electronic Age (2001)
- Naked Pictures (2001)
- Nasty Nymphos 30 (2001)
- Nasty Nymphos 31 (2001)
- Nasty Nymphos 33 (2001)
- Natural Tease (2001)
- Naughty College School Girls 13 (2001)
- Naughty College School Girls 20 (2001)
- Nice Neighbors (2001)
- Nina Hartley's Advanced Guide to Sex Toys (2001)
- Nymph Fever 5 (2001)
- On The Set With Brianna Banks (2001)
- Only the Best of Seymore Butts 6 (2001)
- Operation Just Cooze 1 (2001)
- Oral Adventures of Craven Moorehead 10 (2001)
- Oral Adventures of Craven Moorehead 6 (2001)
- Oral Adventures of Craven Moorehead 8 (2001)
- Oral Adventures of Craven Moorehead 9 (2001)
- Panty Hoes 4 (2001)
- Panty Hoes 5 (2001)
- Panty Hoes 7 (2001)
- Park Avenue (2001)
- Perfect Pink 7: Sink The Pink (2001)
- Photogenic (2001)
- Pickup Lines 65 (2001)
- Puritan Magazine 28 (2001)
- Puritan Magazine 32 (2001)
- Rainwoman 15 (2001)
- Real Female Orgasms 2 (2001)
- Real Thing (2001)
- Rectal Rooter 1 (2001)
- Red Dragon (2001)
- Room Servicing (2001)
- Rude Girls 4 (2001)
- Runaway Butts 3 (2001)
- Secret Admirer (2001)
- Service Animals 2 (2001)
- Service Animals 4 (2001)
- Sex Games (2001)
- Sex Sells: Especially on TV (2001)
- Shayla's Fantasies (2001)
- Show Me The Money (2001)
- Sin Under The Sun (2001)
- Sluts of the Nyle 4: Anal Sluts (2001)
- Sodomania 35 (2001)
- Sodomania: Slop Shots 9 (2001)
- Soiled Doves (2001)
- Specs Appeal 1 (2001)
- Stacked Deck (2001)
- Sucker's Bet (2001)
- Tale Of Two Titties (2001)
- Taylor St. Clair AKA Filthy Whore (2001)
- Teen Angel in Paradise (2001)
- Teen Tryouts Audition 10 (2001)
- Teen Tryouts Audition 11 (2001)
- Teen Tryouts Audition 7 (2001)
- Teen Tryouts Audition 8 (2001)
- Temptation Isle (2001)
- Tera Patrick AKA Filthy Whore 2 (2001)
- Threesome (2001)
- Threesome Dim-Some (2001)
- Tickled Pink (2001)
- Touch Me (2001)
- Trailer Trash Nurses 3 (2001)
- Trashy (2001)
- Tropic of Desire (2001)
- Tushy Bowl 2001 (2001)
- Unconscious (2001)
- Un-natural Sex 3 (2001)
- Un-natural Sex 4 (2001)
- Un-natural Sex 6 (2001)
- Unreal (2001)
- Vajenna (2001)
- Vegas Or Bust (2001)
- Voyeur's Favorite Blowjobs And Anals 5 (2001)
- Whack Attack 12 (2001)
- Wicked Sex Party 3 (2001)
- World Class Ass 1 (2001)
- XXX White Trash (2001)
- Young As They Cum 1 (2001)
- Young As They Cum 2 (2001)
- Young Cheyenne (2001)
- Young Sluts, Inc. 3 (2001)
- Young Tight Latinas 1 (2001)
- Younger the Berry the Sweeter the Juice 2 (2001)
- 100% Blowjobs 2 (2002)
- 100% Blowjobs 4 (2002)
- 100% Blowjobs 6 (2002)
- 100% Blowjobs 9 (2002)
- 2 on 1 11 (2002)
- Airtight 7 (2002)
- All Fucked Up (2002)
- All There Is (2002)
- America The Beautiful (2002)
- Anal Excursions 1 (2002)
- Anal Excursions 2 (2002)
- Anal XXX (2002)
- Ass Angels 3 (2002)
- Assault That Ass 1 (2002)
- Assault That Ass 2 (2002)
- Backseat Driver 15 (2002)
- Backseat Driver 17 (2002)
- Behind the Scenes 16 (2002)
- Best of Jewel (2002)
- Betrayed by Beauty (2002)
- Black Attack (2002)
- Black Bastard 12 (2002)
- Blowjob Fantasies 15 (2002)
- Blowjob Fantasies 18 (2002)
- Breakin' 'Em In 3 (2002)
- Briana Banks AKA Filthy Whore 2 (2002)
- Bring 'um Young 8 (2002)
- Busty Beauties 2 (2002)
- Can't Stop Me (2002)
- Class Act (2002)
- Cool Babes Hot Bods (2002)
- Crime and Passion (2002)
- Cum Dumpsters 1 (2002)
- Cum Shooting Stud Named Rocco (2002)
- Cum Shot Starlets (2002)
- Cum Sucking Whore Named Aurora Snow (2002)
- Cum Swapping Sluts 2 (2002)
- Cupid's Arrow (2002)
- Debi Diamond: Up Close and Personal (2002)
- Deep Inside Ashlyn Gere (2002)
- Deep Inside Chloe (2002)
- Deep Inside Christy Canyon (2002)
- Deep Inside Debi Diamond (2002)
- Devinn Lane Show 3: Attack of the Divas (2002)
- Dripping Wet Sex 4 (2002)
- Ecstasy Girls Platinum 3 (2002)
- Ecstasy Girls Raw and Uncensored 5 (2002)
- Extreme Teen 23 (2002)
- Farmer's Daughters Down South (2002)
- Finally Legal 5 (2002)
- Finally Legal 6 (2002)
- Finally Legal 7 (2002)
- Fluffy Cumsalot, Porn Star (2002)
- Frankie G. Goes To Hollywood (2002)
- Gangland White Boy Stomp 10 (2002)
- Gangland White Boy Stomp 11 (2002)
- Gangland White Boy Stomp 9 (2002)
- Girls Who Say... Yes (2002)
- Guilty As Sin (2002)
- Head Games (2002)
- High Infidelity (2002)
- Hot Wheelz (2002)
- Hotline (2002)
- I Love Lacey (2002)
- Initiations 10 (2002)
- Initiations 11 (2002)
- Joey Silvera's New Girls 1 (2002)
- Joey Silvera's New Girls 2 (2002)
- Just Over Eighteen 3 (2002)
- Karma (2002)
- Kick Ass Chicks 2: Jenna Haze (2002)
- Layla the Oriental Vixen (2002)
- Lube Job (2002)
- Mason's Dirty TriXXX 2 (2002)
- Mia Smiles AKA Filthy Whore (2002)
- Money Shots (2002)
- More Than A Handful 11 (2002)
- Moxie (2002)
- Nasty Nymphos 34 (2002)
- Nasty Nymphos 35 (2002)
- Nice Rack 8 (2002)
- On The Come (2002)
- On The Set With Jewel De'Nyle (2002)
- On The Set With Tera Patrick (2002)
- Operation Just Cooze 2 (2002)
- Oral Adventures of Craven Moorehead 12 (2002)
- Oral Adventures of Craven Moorehead 13 (2002)
- Out of Control (2002)
- Passion Tales 4 (2002)
- Perfect Pink 12 (2002)
- Prettiest Tits I Ever Came Across (2002)
- Rave Sexxx 1 (2002)
- Rave Sexxx 2 (2002)
- Raw Sex (2002)
- Rectal Rooter 2 (2002)
- Rectal Rooter 3 (2002)
- Rectal Rooter 4 (2002)
- Reflections (2002)
- Ron Jeremy on the Loose: Viva Ron Vegas (2002)
- Search and Destroy 1 (2002)
- Secret Dreams (2002)
- Secrets 2 (2002)
- Service Animals 6 (2002)
- Service Animals 9 (2002)
- Sex Around the World: France (2002)
- Sex Secrets Of A Centerfold (2002)
- Sexual Indiscretions (2002)
- Sodomania 37 (2002)
- Sodomania 39 (2002)
- Someone's Daughter 1 (2002)
- Splendor (2002)
- Stop My Ass Is On Fire 6 (2002)
- Stop My Ass Is On Fire 7 (2002)
- Straight To The A 1 (2002)
- Swallow My Pride 2 (2002)
- Sweet Cheeks 4 (2002)
- Teen Patrol 2 (2002)
- Teen Spirit 2 (2002)
- Teen Tryouts Audition 12 (2002)
- Teen Tryouts Audition 13 (2002)
- Teen Tryouts Audition 15 (2002)
- Teen Tryouts Audition 17 (2002)
- Teen Tryouts Audition 19 (2002)
- Teen Tryouts Audition 20 (2002)
- Teri Weigel Untamed (2002)
- Tits and Ass 1 (2002)
- Tits and Ass 2 (2002)
- Ultimate Firsts (2002)
- Un-natural Sex 7 (2002)
- Up And Cummers 99 (2002)
- Voluptuous 3 (2002)
- Voyeur 22 (2002)
- Voyeur's Favorite Blowjobs And Anals 6 (2002)
- Whack Attack 13 (2002)
- Whack Attack 14 (2002)
- Whack Attack 15 (2002)
- Whack Attack 16 (2002)
- Whack Attack 17 (2002)
- White Dicks Black Chicks 1 (2002)
- White Room (2002)
- Who's Your Daddy 1 (2002)
- Wicked Sex Party 4 (2002)
- Women of Color 4 (2002)
- Women of Color 5 (2002)
- World Class Ass 2 (2002)
- Young and Cumming (2002)
- Young and Furious (2002)
- Young Cassidey (2002)
- Young Devon (2002)
- Young Ripe Mellons 1 (2002)
- 100% Blowjobs 12 (2003)
- 100% Blowjobs 15 (2003)
- 100% Outdoor Fun 1 (2003)
- 2 on 1 15 (2003)
- A2M 1 (2003)
- Adult Stars at Home 3 (2003)
- Adult Stars at Home 4 (2003)
- Airtight 8 (2003)
- Airtight 9 (2003)
- All Anal 1 (2003)
- All At Once (2003)
- Amateur Angels 11 (2003)
- American Ass 1 (2003)
- Anal Princess (2003)
- Anal Teen Tryouts 2 (2003)
- Anally Submerged Semen Slurpers (2003)
- Ass Cleavage 1 (2003)
- Ass Cleavage 2 (2003)
- Ass Freaks 1 (2003)
- Backseat Driver 18 (2003)
- Backseat Driver 19 (2003)
- Bad Influence (2003)
- Balls Deep 7 (2003)
- Beat the Devil (2003)
- Belladonna's Double Penetrations (2003)
- Best of Keri Windsor (2003)
- Best of Teen Tryouts Auditions (2003)
- Blow Me Sandwich 1 (2003)
- Blow Me Sandwich 3 (2003)
- Blue Screen (2003)
- Boobsville Hot Chocolate Shop (2003)
- Booty Duty 11 (2003)
- Bottom Feeders 10 (2003)
- Bottom Feeders 8 (2003)
- Bottom Feeders 9 (2003)
- Busty Beauties 4 (2003)
- Chocolate Honey-Dip Sundaes (2003)
- Cotton Candy (2003)
- Cum Dumpsters 2 (2003)
- Cumback Pussy Platinum 2 (2003)
- Cumstains 1 (2003)
- Dear Whore 1 (2003)
- Delicious Young Girls (2003)
- Double Decker Sandwich 1 (2003)
- Double Decker Sandwich 2 (2003)
- Double Filled Cream Teens 1 (2003)
- Double Stuffed 1 (2003)
- Down the Hatch 11 (2003)
- Dripping Wet Sex 6 (2003)
- Eager Beavers (2003)
- Early Entries 1 (2003)
- Erosity (2003)
- Eye Spy: Celeste (2003)
- Finally Legal 10 (2003)
- Full Anal Access 1 (2003)
- Gangbang Auditions 10 (2003)
- Gangbang Auditions 9 (2003)
- Gangland White Boy Stomp 14 (2003)
- Gonzo The Feature (2003)
- Grand Theft Anal 1 (2003)
- Grand Theft Anal 2 (2003)
- Hi-teen Club 6 (2003)
- Hot and Spicy Latinass 1 (2003)
- Jesse Jane: Erotique (2003)
- Jet Black Booty (2003)
- JKP All Latin 2 (2003)
- Just Ass for All (2003)
- Just Juggs (2003)
- Kinky Couples Sex Games (2003)
- Lewd Conduct 16 (2003)
- Lingerie 2 (2003)
- Lost And Found (2003)
- Monique's Sexaholics 3 (2003)
- Nasty Newcummers 21 (2003)
- No Holes Barred 1 (2003)
- Not Just Another 8 Teen Movie 1 (2003)
- Not Just Another 8 Teen Movie 2 (2003)
- Only the Best of Brianna Banks (2003)
- Oral Adventures of Craven Moorehead 17 (2003)
- Pickup Lines 77 (2003)
- Princess (2003)
- Private Castings X 50 (2003)
- Punch Club (2003)
- Ripe 'n Ready 3 (2003)
- Rocks That Ass 23: Return of Sean Bond (2003)
- Ron Jeremy on the Loose 4: San Francisco (2003)
- Ron Jeremy on the Loose: Atlantic City (2003)
- Runaway Butts 6 (2003)
- School of Cock (2003)
- Semen Shots 1 (2003)
- Simply Stephanie (2003)
- Simply Tyler (2003)
- Size Matters 4 (2003)
- Slutwoman's Revenge (2003)
- Splish Splash (2003)
- Stop My Ass Is On Fire 10 (2003)
- Suspicious Minds (2003)
- Tales From The Script 2 (2003)
- Teen Spirit 3 (2003)
- Teen Tryouts Audition 21 (2003)
- Teen Tryouts Audition 30 (2003)
- Teen Tryouts Audition 32 (2003)
- Teens In Toyland 1 (2003)
- Terrible Teens 1 (2003)
- Tight and Asian 4 (2003)
- Tongue and Cheek 1 (2003)
- Tongue and Cheek 2 (2003)
- Totally Shanna (2003)
- Ultimate Asses 1 (2003)
- Virgin Porn Stars 3 (2003)
- Virgin Surgeon 1 (2003)
- Voluptuous 4 (2003)
- Voyeur's Favorite Blowjobs And Anals 7 (2003)
- Warning I Fuck On The First Date 1 (2003)
- Wedding (2003)
- Wet Dreams Cum True 1 (2003)
- Who's Your Daddy 2 (2003)
- Who's Your Daddy 3 (2003)
- Who's Your Daddy 4 (2003)
- Wicked Sex Party 6 (2003)
- Wild Cherries 2 (2003)
- Women of Color 6 (2003)
- Young and Tight 4 (2003)
- Young Natural Breasts 2 (2003)
- 100% Interracial 3 (2004)
- 2 on 1 17 (2004)
- A Trix (2004)
- Adult Video News Awards 2004 (2004)
- Amateur Angels 17 (2004)
- American Ass 2 (2004)
- Anal POV 2 (2004)
- Apprentass 1 (2004)
- Apprentass 2 (2004)
- Art Of Ass 3 (2004)
- Asian Hoze 2 (2004)
- Asian Hoze 3 (2004)
- Asians 1 (2004)
- Ass Fanatics 1 (2004)
- Ass Watcher 2 (2004)
- Assassin 1 (2004)
- Award Winning Sex Scenes (2004)
- Best of JKP Couples 2 (2004)
- Bet Your Ass 2 (2004)
- Bisexual Dreamgirls (2004)
- Camel Hoe's 1 (2004)
- Crack Addict 1 (2004)
- Cream Pie For The Straight Guy 1 (2004)
- Cum Filled Throats 7 (2004)
- Cum in My Mouth I'll Spit It Back in Yours 1 (2004)
- Cum in My Mouth I'll Spit It Back in Yours 2 (2004)
- Double Filled Cream Teens 4 (2004)
- Double Impact 1 (2004)
- Drop Sex 2 (2004)
- Droppin' Loads 4 (2004)
- Early Entries 3 (2004)
- Evil Vault 1 (2004)
- F to the A 2 (2004)
- Finally Legal 11 (2004)
- Finally Legal 12 (2004)
- Finally Legal 13 (2004)
- Finally Legal 14 (2004)
- Finding Tushyland (2004)
- Gangbang Auditions 11 (2004)
- Gangbang Auditions 12 (2004)
- Gauge Unchained (2004)
- Gob Swappers 1 (2004)
- Hard And Deep (2004)
- Hot Ass Latinas 1 (2004)
- Initiations 15 (2004)
- Interracial Sex Shooter 5 (2004)
- Interracial Sex Shooter 6 (2004)
- Irresistible Temptations (2004)
- Jenna Jameson's Wicked Anthology 2 (2004)
- Just Over Eighteen 10 (2004)
- Kung Pow Kitty (2004)
- Leanni Lei Exposed (2004)
- Lethal Injections 1 (2004)
- Love Hurts (2004)
- Love Those Curves (2004)
- Marked For Anal 2 (2004)
- Myne Tease 1 (2004)
- Myne Tease 2 (2004)
- Natural Beauties 1 (2004)
- Nikki Benz Show (2004)
- Pink Slip (2004)
- Rack 'em Up 1 (2004)
- Real Nikki Tyler, The (2004)
- Real White Trash 2 (2004)
- Real White Trash 3 (2004)
- Rock Hard 2 (2004)
- Semen Shots 2 (2004)
- Sloppy 2nds (2004)
- Stop My Ass Is On Fire 11 (2004)
- Strip Tease Then Fuck 3 (2004)
- Suck Fuck Swallow 1 (2004)
- Superwhores 2 (2004)
- Teen Tryouts Audition 31 (2004)
- Teen Tryouts Audition 36 (2004)
- There Was An English Lass Who Loved Cock up Her Ass (2004)
- Tight and Asian 5 (2004)
- Tits and Ass 7 (2004)
- Virgin Surgeon 2 (2004)
- Voracious 1 (2004)
- Warning I Fuck On The First Date 2 (2004)
- Wet Dreams Cum True 2 (2004)
- White Washed (2004)
- Whorientals 1 (2004)
- Wicked Divas: Stormy (2004)
- Wild Cherries 3 (2004)
- Women of Color 7 (2004)
- Xvision 1 (2004)
- Young Cummers 1 (2004)
- Young Ripe Mellons 5 (2004)
- 31 Flavors (2005)
- 8 Ball (2005)
- All About Anal 4 (2005)
- All-time Best Cream Pie (2005)
- Anal Express (2005)
- Anal Showdown (2005)
- Ariana is a Filthy Fucking Cum Artist (2005)
- Ass Fanatics 2 (2005)
- Ass Fukt 2 (2005)
- Ass Holes 1 (2005)
- Ass Up Face Down (2005)
- Bald Beaver Blast (2005)
- Barely Legal Corrupted 4 (2005)
- Best Deep Throat On The Planet (2005)
- Best of Tyler Faith (2005)
- Brunettes Have More Anal Fun (2005)
- Busty Conquests Of Lisa Lipps (2005)
- Camel Hoe's 4 (2005)
- Cheating Housewives 1 (2005)
- Cheating Housewives 2 (2005)
- Chicks and Salsa 2 (2005)
- Cotton Panties Half Off (2005)
- Crack Addict 4 (2005)
- Craving Big Cocks 7 (2005)
- Cream Filled Ass Pies (2005)
- Cream Pie For The Straight Guy 2 (2005)
- Cream Pie For The Straight Guy 3 (2005)
- Cum Beggars 3 (2005)
- Cum Eating Teens 4 (2005)
- Cum in My Mouth I'll Spit It Back in Yours 3 (2005)
- Desperate Housewhores 1 (2005)
- Deviant Housewives (2005)
- Deviant Teens 1 (2005)
- Dippin' Chocolate 3 (2005)
- Doggy Style (2005)
- Double Fucked 2 (II) (2005)
- Double Impact 3 (2005)
- Double Vag 2 (2005)
- Dreamcummers (2005)
- Exotically Erotic (2005)
- Finally Legal 15 (2005)
- Flesh Gallery (2005)
- Fuck Me Harder White Boy 1 (2005)
- Fuck Me Harder White Boy 2 (2005)
- Goo 4 Two 2 (2005)
- Hold Every Drop Then Swap (2005)
- House of Ass (II) (2005)
- Hustler XXX 27 (2005)
- Hustler XXX 28 (2005)
- Internal Cumbustion 8 (2005)
- Internal Discharge 2 (2005)
- Jenna's Star Power (2005)
- Juicy G-Spots 4 (2005)
- Kick Ass Chicks 22: Superstars (2005)
- Kick Ass Chicks 23: Anal Queens (2005)
- Lick It Up 2 (2005)
- Locked Cocked and Two Smoking Holes (2005)
- More The Merrier (2005)
- Naughty Bits (2005)
- New Releases 3 (2005)
- New Trix 2 (2005)
- New Trix 3 (2005)
- One In Every Hole 1 (2005)
- Phat Ass Tits 1 (2005)
- Planting Seeds 2 (2005)
- Pure Filth 1 (2005)
- Ready Wet Go 1 (2005)
- Real Racks 1 (2005)
- Screamin For Semen 1 (2005)
- Sex Sells (2005)
- Shades of Sex 3 (2005)
- Share the Load 3 (2005)
- Slant Eye for the Straight Guy 2 (2005)
- Squirting 101 8 (2005)
- Squirting 101 9 (2005)
- Squirting 201 1 (2005)
- Straight A's (2005)
- Suck Fuck Swallow 3 (2005)
- Swallow The Leader 2 (2005)
- Teen Idol 2 (2005)
- Teenage Squirt Queens (2005)
- Teens In Toyland 2 (2005)
- Terrible Teens 4 (2005)
- Thirsty Girls (2005)
- Throat Creamers 1 (2005)
- Tits Ahoy 2 (2005)
- Virgin Surgeon 4 (2005)
- Voracious 2 (2005)
- Web Chicks Gone Crazy (2005)
- Wetter The Better 2 (2005)
- White Guy Black Pie 1 (2005)
- Whorientals 2 (2005)
- Who's The Bitch Now 2 (2005)
- Who's Your Daddy 7 (2005)
- Wicked Sex Party 7 (2005)
- Women of Color 8 (2005)
- Xtreme Measures (2005)
- Young As They Cum 18 (2005)
- Young Ripe Mellons 7 (2005)
- 2 New 1 (2006)
- Addicted 1 (2006)
- Addicted 2 (2006)
- All Star Anal (2006)
- Anal Bandits 2 (2006)
- Anal Bandits 3 (2006)
- Anal Brigade (2006)
- Asian Sex Slaves (2006)
- Ass Sluts (2006)
- Ass Takers 3 (2006)
- Assassin 4 (2006)
- Asshunt (2006)
- Big Boob Brunettes (2006)
- Big Tit Whores (2006)
- Black Crack Attack (2006)
- Breaking and Entering (2006)
- Breast Obsessed (2006)
- Cheating Housewives 3 (2006)
- Cheating Husband's Dolls (2006)
- Chicks Gone Wild 1 (2006)
- China Vagina (2006)
- Corruption (2006)
- Crack Addict 5 (2006)
- Cream Pie For The Straight Guy 4 (2006)
- Cum Beggars 4 (2006)
- Cum in My Mouth I'll Spit It Back in Yours 4 (2006)
- Cum in My Mouth I'll Spit It Back in Yours 6 (2006)
- Cumaholics 1 (2006)
- Desperate Housewhores 6 (2006)
- Diary of a MILF 1 (2006)
- Dippin' Chocolate 6 (2006)
- Dirty Little Stories 1 (2006)
- Do It Right White Boy (2006)
- Double Decker Sandwich 8 (2006)
- Double Fuck (2006)
- Double Play 4 (2006)
- Early Entries 6 (2006)
- Fashionistas Safado: The Challenge (2006)
- Filth And Fury 1 (2006)
- Filth And Fury 2 (2006)
- Filthy 1 (2006)
- Fishnets 4 (2006)
- Fishnets 5 (2006)
- Flower's Squirt Shower 4 (2006)
- Fresh Meat 21 (2006)
- Fresh Pink 3 (2006)
- Ghouls Gone Wild (2006)
- Gonzo Girlz (2006)
- Goo 4 Two 3 (2006)
- Grand Theft Anal 8 (2006)
- Great American Squirt Off 1 (2006)
- Hellfire Sex 4 (2006)
- Hellfire Sex 5 (2006)
- Hellfire Sex 6 (2006)
- Hellfire Sex 7 (2006)
- Hellfire Sex 8 (2006)
- Home Wreckers 1 (2006)
- I Love Monica (2006)
- I Love Sunrise (2006)
- Illegal Ass 1 (2006)
- Illegal Ass 2 (2006)
- It's a Daddy Thing 1 (2006)
- It's a Daddy Thing 2 (2006)
- Jenna's Depraved (2006)
- Laid In Japan (2006)
- Latin Sinsations (2006)
- Lick It Up 3 (2006)
- Liquid Ass-sets 1 (2006)
- McKenzie Illustrated (2006)
- My Ass Is Yours 2 (2006)
- Naomi: There's Only One (2006)
- New Releases 4 (2006)
- Nicole Sheridan Revealed (2006)
- Oral Support (2006)
- Party at Butts Place (2006)
- Phat Ass Tits 3 (2006)
- Plucked Then Fucked 1 (2006)
- Pole Position POV 2 (2006)
- Pretty Pussies Please 1 (2006)
- Pure Sextacy 1 (2006)
- Ready Wet Go 2 (2006)
- Real Racks 2 (2006)
- Screamin For Semen 2 (2006)
- Service Animals 24 (2006)
- Sex Illusions 2 (2006)
- Sex with Young Girls 9 (2006)
- Slant Eye for the Straight Guy 3 (2006)
- Slave Dolls 2 (2006)
- Slippers (2006)
- Sloppy Seconds 2 (2006)
- Squirters (2006)
- Squirting 101 10 (2006)
- Squirting 201 2 (2006)
- Straight Anal Students 1 (2006)
- Swallow The Leader 3 (2006)
- Teenage Cum Sluts 1 (2006)
- Tic Tac Toe's 3 (2006)
- Tits Ahoy 3 (2006)
- Tits Ahoy 4 (2006)
- Up'r Class 3 (2006)
- Up'r Class 4 (2006)
- Virgin Patrol 2 (2006)
- Voyeur 31 (2006)
- Wetter The Better 3 (2006)
- What Happens in Christy Stays in Christy (2006)
- When Cock is Not Enough (2006)
- White Poles In Dark Holes (2006)
- Who's Your Daddy 8 (2006)
- Women of Color 10 (2006)
- X The Series 4 (2006)
- Young and Anal 1 (2006)
- Young and Anal 2 (2006)
- Young Cummers 3 (2006)
- 1 On 1 1 (2007)
- 110% Natural 14 (2007)
- 2 on 1 28 (2007)
- Addicted 3 (2007)
- Anal Asspirations 7 (2007)
- Apple Bottomz 3 (2007)
- Apple Bottomz 4 (2007)
- Apprentass 7 (2007)
- Ass Brand New 5 (2007)
- Ass For Days 5 (2007)
- Best of Gangbang Auditions (2007)
- Big Loves 1 (2007)
- Big Wet Asses 10 (2007)
- Bring Your A Game 3 (2007)
- Broken (2007)
- Chanel Illustrated (2007)
- Cheating Housewives 4 (2007)
- Cheek Freaks 2 (2007)
- Crack Addict 6 (2007)
- Crack Her Jack 7 (2007)
- Creamery (2007)
- Cum Sucking Whore Named Luci Thai (2007)
- Cum Sucking Whore Named Monica Sweetheart (2007)
- Dicks Of Hazzard (2007)
- Dirty Nasty Anal Sluts 2 (2007)
- Evil Anal 2 (2007)
- Evil Anal 4 (2007)
- Fables Tales of Erotic Fantasy (2007)
- Filth And Fury 3 (2007)
- Fresh Newcummers 1 (2007)
- Fresh Outta High School 3 (2007)
- Goo 4 Two 5 (2007)
- Hellfire Sex 10 (2007)
- Hellfire Sex 11 (2007)
- Hellfire Sex 9 (2007)
- Hot and Spicy Latinass 5 (2007)
- Hustler Hardcore Vault 7 (2007)
- I Love Roxy (2007)
- Instigator (2007)
- Internal Cumbustion 11 (2007)
- It's a Daddy Thing 3 (2007)
- Jenna's Gallery Blue (2007)
- Just My Ass Please 5 (2007)
- Meet the Twins 9 (2007)
- Monster Meat 3 (2007)
- Myne Tease 5 (2007)
- Need For Seed 1 (2007)
- New Releases 5 (2007)
- Pay or Play (2007)
- Phat Ass Tits 4 (2007)
- Porn Icon: Sean Michaels (2007)
- Pure Filth 4 (2007)
- Pure Sextacy 2 (2007)
- Real Racks 4 (2007)
- Registered Nurse 1 (2007)
- Share the Spunk 3 (2007)
- Squirt Facials (2007)
- Squirt Machines (2007)
- Storm Squirters 2 (2007)
- Submission Of Ginger Lynn (2007)
- Swedish Erotica 107 (2007)
- Tease Before the Please 1 (2007)
- Totally Fucked 1 (2007)
- Upload (2007)
- Who's Your Daddy 10 (2007)
- All Anal All the Time (2008)
- Anal Asspirations 8 (2008)
- Anal Bandits 5 (2008)
- Anally Yours... Love, Brooke Haven (2008)
- Award Winning Anal Scenes 2 (2008)
- Backdoor Review (2008)
- Big Loves 3 (2008)
- Black Ass Master 1 (2008)
- Chocolate Chicks on Cracker Dicks 1 (2008)
- Chocolate Chicks on Cracker Dicks 2 (2008)
- Come As You Please 2 (2008)
- Cracked Wide Open (2008)
- Curve Appeal (2008)
- Fresh Meat 24 (2008)
- Hellfire Sex 12 (2008)
- Hellfire Sex 13 (2008)
- How Could I Forget That Asshole (2008)
- I Love Ashlynn 1 (2008)
- I Love Latinas 7 (2008)
- Icon (2008)
- It's a Daddy Thing 4 (2008)
- It's a Daddy Thing 5 (2008)
- Jenna vs. Courtney (2008)
- Lies Sex And Videotape (2008)
- Momma Knows Best 6 (2008)
- Monster Tits 2 (2008)
- Palin Erection 2008 (2008)
- Pass It On (2008)
- Performers of the Year (2008)
- Perils of Paulina (2008)
- Perverse (2008)
- Porn Icon: Mark Davis (2008)
- Private Xtreme 41: Addicted to Cock (2008)
- Sex and Submission 5759 (2008)
- Sex and Submission 5852 (2008)
- Sex and Submission 5924 (2008)
- Spunk'd 8 (2008)
- Super Naturals 8 (2008)
- Swap Meat (2008)
- Sweat 3 (2008)
- Sweat 4 (2008)
- Teen Spirit 7 (2008)
- Top Shelf 1 (2008)
- Ultimate Feast 2 (2008)
- Watch Your Back 2 (2008)
- What An Ass 5 (2008)
- When MILFs Attack (II) (2008)
- Anally Yours... Love, Marie Luv (2009)
- Apple Bottomz 6 (2009)
- Battle Of The Babes: Alektra vs Amy Ried (2009)
- Big Tits at Work (2009)
- Black Pie for the White Guy 2 (2009)
- Chocolate Chicks on Cracker Dicks 4 (2009)
- Couples Seeking Teens 1 (2009)
- Cream Team 3 (2009)
- Cumstains 10 (2009)
- Double Time (2009)
- DP Me Please (2009)
- Dreams of Sunrise (2009)
- Everything Butt 6786 (2009)
- Everything Butt 7258 (2009)
- Fetish Fuckdolls 3 (2009)
- Fetish Fuckdolls 4 (2009)
- Hellfire Sex 15 (2009)
- Hellfire Sex 16 (2009)
- Interactive Sex with Alexis Texas (2009)
- It's Okay She's My Stepdaughter 2 (2009)
- Manuel Ferrara Unleashed (2009)
- Midori's Expert Guide to Sensual Bondage (2009)
- My Wife's Hot Friend 4 (2009)
- Nothing But A 3-Way (2009)
- Open House (2009)
- Penny Flame's Expert Guide to Rough Sex (2009)
- POV Blowjobs 2 (2009)
- Public Disgrace 6300 (2009)
- Public Disgrace 6371 (2009)
- Public Disgrace 6377 (2009)
- Public Disgrace 6415 (2009)
- Public Disgrace 6416 (2009)
- Public Disgrace 6557 (2009)
- Public Disgrace 6696 (2009)
- Public Disgrace 6943 (2009)
- Public Disgrace 7063 (2009)
- Public Disgrace 7083 (2009)
- Public Disgrace 7155 (2009)
- Public Disgrace 7315 (2009)
- Public Disgrace 7391 (2009)
- Public Disgrace 7423 (2009)
- Public Disgrace 7524 (2009)
- Real Swinger's Orgy (2009)
- Rocco Ravishes L.A. (2009)
- Rocco: Animal Trainer 30 (2009)
- Rocco's Back (2009)
- Scarlet Manor (2009)
- Sex and Submission 5683 (2009)
- Sex and Submission 5743 (2009)
- Sex and Submission 6095 (2009)
- Sex and Submission 6096 (2009)
- Sex and Submission 6272 (2009)
- Sex and Submission 6273 (2009)
- Sex and Submission 6417 (2009)
- Sex and Submission 6418 (2009)
- Sex and Submission 6650 (2009)
- Sex and Submission 6666 (2009)
- Sex and Submission 6743 (2009)
- Sex and Submission 6744 (2009)
- Sex and Submission 6924 (2009)
- Sex and Submission 6927 (2009)
- Sex and Submission 7065 (2009)
- Sex and Submission 7066 (2009)
- Sex and Submission 7219 (2009)
- Sex and Submission 7337 (2009)
- Sex and Submission 7768 (2009)
- Twilight Of Virginity (2009)
- Who's Your Daddy 12 (2009)
- Young Harlots: Gang Bang (2009)
- All About Sara Sloane (2010)
- America's Next Top Body (2010)
- Anal 2 on 1 (2010)
- Ass the World Turns (2010)
- Attack Of The Great White Ass 4 (2010)
- BatFXXX: Dark Knight Parody (2010)
- Best of Nina Hartley 1 (2010)
- Big Tits Tight Slits (2010)
- CEOs and Office Ho's (2010)
- Courtney's Fantasies (2010)
- Creampied Cheerleaders 1 (2010)
- Debi Diamond: The Nasty Years (2010)
- Dude I Banged Your Sister 2 (2010)
- Everything Butt 10051 (2010)
- Everything Butt 10382 (2010)
- Everything Butt 10867 (2010)
- Everything Butt 11086 (2010)
- Everything Butt 11329 (2010)
- Everything Butt 9523 (2010)
- Everything Butt 9793 (2010)
- Everything Butt: Lorelei Lee, Mark Davis And Tara Lynn Foxx (2010)
- Friends And Family 1 (2010)
- Fuck Slaves 5 (2010)
- Go Big Or Go Home (2010)
- Heavy Metal Teens (2010)
- Monster Dicks for Young Chicks 6 (2010)
- Mothers Teaching Daughters How To Suck Cock 7 (2010)
- My Plaything: Gianna (2010)
- Oil Overload 4 (2010)
- An Open Invitation: A Real Swingers Party in San Francisco (2010)
- Public Disgrace 10133 (2010)
- Public Disgrace 7774 (2010)
- Public Disgrace 8296 (2010)
- Public Disgrace 8476 (2010)
- Public Disgrace 9361 (2010)
- Public Disgrace 9951 (2010)
- Put It In My Ass 2 (II) (2010)
- Red Panties (2010)
- Rough Sex 2 (2010)
- School's Out (2010)
- Sex and Submission 10379 (2010)
- Sex and Submission 10381 (2010)
- Sex and Submission 10530 (2010)
- Sex and Submission 11083 (2010)
- Sex and Submission 11085 (2010)
- Sex and Submission 11332 (2010)
- Sex and Submission 11334 (2010)
- Sex and Submission 7518 (2010)
- Sex and Submission 8004 (2010)
- Sex and Submission 8182 (2010)
- Sex and Submission 8495 (2010)
- Sex and Submission 8496 (2010)
- Sex and Submission 8990 (2010)
- Sex and Submission 9255 (2010)
- Sex and Submission 9325 (2010)
- Sex and Submission 9327 (2010)
- Sex and Submission 9524 (2010)
- Sex and Submission 9526 (2010)
- Sex and Submission 9796 (2010)
- Sex and Submission 9797 (2010)
- Sex and Submission 9799 (2010)
- Sex And Submission: Live Shoot (2010)
- Tough Love 19 (2010)
- Victoria's Dirty Secret (2010)
- Yummy Ass to Mouth Baby (2010)
- Bound Gang Bangs 14231 (2011)
- Bound Gang Bangs 15165 (2011)
- Everything Butt 12052 (2011)
- Everything Butt 12599 (2011)
- Everything Butt 12601 (2011)
- Everything Butt 12798 (2011)
- Everything Butt 12799 (2011)
- Everything Butt 13168 (2011)
- Everything Butt 13570 (2011)
- Everything Butt 13930 (2011)
- Everything Butt 14264 (2011)
- Everything Butt 15166 (2011)
- Everything Butt 15224 (2011)
- Everything Butt 15928 (2011)
- Everything Butt 15930 (2011)
- Everything Butt 16724 (2011)
- Everything Butt: Anal Magic (2011)
- Friends And Family 2 (2011)
- I'll Fuck Your Wife If You Fuck Mine 2 (2011)
- Like Father Like Son (2011)
- Little Part of Me (2011)
- Monster Strap-on Domination (2011)
- Mothers Teaching Daughters How To Suck Cock 9 (2011)
- Public Disgrace 11883 (2011)
- Public Disgrace 12412 (2011)
- Public Disgrace 12977 (2011)
- Public Disgrace 13119 (2011)
- Public Disgrace 14239 (2011)
- Public Disgrace 15933 (2011)
- Revenge Cuckold (2011)
- Sex and Submission 11760 (2011)
- Sex and Submission 11831 (2011)
- Sex and Submission 11888 (2011)
- Sex and Submission 12398 (2011)
- Sex and Submission 12600 (2011)
- Sex and Submission 12796 (2011)
- Sex and Submission 12800 (2011)
- Sex and Submission 13165 (2011)
- Sex and Submission 13167 (2011)
- Sex and Submission 13939 (2011)
- Sex and Submission 14258 (2011)
- Sex and Submission 14260 (2011)
- Sex and Submission 14428 (2011)
- Sex and Submission 14647 (2011)
- Sex and Submission 14648 (2011)
- Sex and Submission 15347 (2011)
- Sex and Submission 15925 (2011)
- Sex and Submission 16723 (2011)
- Sex and Submission 16726 (2011)
- Sex and Submission 16728 (2011)
- Sex and Submission 17563 (2011)
- Sex and Submission 18147 (2011)
- Squirtigo (2011)
- Triple Playas 3 (2011)
- True Grit XXX (2011)
- Wanna Fuck My Daughter Gotta Fuck Me First 10 (2011)
- Wanna Fuck My Daughter Gotta Fuck Me First 12 (2011)
- Wicked Digital Magazine 4 (2011)
- Wife Switch 12 (2011)
- Allie Haze: Peep Show (2012)
- Big Ass Jack Off (2012)
- Bound Gang Bangs 16412 (2012)
- Bound Gang Bangs 16834 (2012)
- Bound Gang Bangs 16835 (2012)
- Bound Gang Bangs 16836 (2012)
- Bound Gang Bangs 18837 (2012)
- Bound Gang Bangs 19663 (2012)
- Bound Gang Bangs 21131 (2012)
- Bound Gang Bangs 21136 (2012)
- Bound Gang Bangs 21252 (2012)
- Bound Gang Bangs 22353 (2012)
- Bound Gang Bangs 25943 (2012)
- College Girls (2012)
- Dana Vespoli is Back (2012)
- Everything Butt 17569 (2012)
- Everything Butt 17981 (2012)
- Everything Butt 18975 (2012)
- Everything Butt 19686 (2012)
- Everything Butt 19690 (2012)
- Everything Butt 21166 (2012)
- Everything Butt 23394 (2012)
- Father Figure 3 (2012)
- Father's Lust (2012)
- Gaga For Gang Bangs (2012)
- Head Games (2012)
- Her Lover's Son (2012)
- Public Disgrace 16734 (2012)
- Public Disgrace 18817 (2012)
- Public Disgrace 18819 (2012)
- Public Disgrace 21135 (2012)
- Public Disgrace 22358 (2012)
- Public Disgrace 23365 (2012)
- Public Disgrace 24071 (2012)
- Public Disgrace 24309 (2012)
- Public Disgrace 25925 (2012)
- Public Disgrace 26294 (2012)
- Public Disgrace 26985 (2012)
- Real Public Fucking (2012)
- Sex and Submission 17564 (2012)
- Sex and Submission 17976 (2012)
- Sex and Submission 17977 (2012)
- Sex and Submission 17982 (2012)
- Sex and Submission 19317 (2012)
- Sex and Submission 19692 (2012)
- Sex and Submission 21163 (2012)
- Sex and Submission 22367 (2012)

### Regista
- Ass Cleavage 1 (2003)
- No Holes Barred 1 (2003)
- Virgin Surgeon 1 (2003)
- Virgin Surgeon 2 (2004)